# قشلاق أغداش حسن حضي أوغلي (مقاطعة بيله سوار)
قشلاق أغداش حسن حضي أوغلي (بالفارسية: قشلاق اغداش حسن حضی اوغلی) هي منطقة سكنية تقع في إيران في أردبيل. يقدر عدد سكانها بـ 22 نسمة .